# Бехтеево (Московская область)
Бехтеево — деревня в городском округе Домодедово Московской области России.
Высота над уровнем моря — 168 м. В деревне 1 улица — Владимирская. Ближайший населённый пункт — деревня Шахово.

## История
До муниципальной реформы 2006 года деревня входила в состав Лобановского сельского округа Домодедовского района.

## Население
| 1859 | 1899 | 1926 | 2002 | 2010 |
| ---- | ---- | ---- | ---- | ---- |
| 131  | ↗143 | ↗144 | ↘20  | ↗41  |

По состоянию на 1 марта 2022 количество постоянно зарегистрированных граждан в деревне составляло 332 человека.
По состоянию на 18 апреля 2023 количество постоянно зарегистрированных граждан в деревне составляет 397 человек.